# メイズ郡 (オクラホマ州)
メイズ郡（英: Mayes County）は、アメリカ合衆国オクラホマ州の北東部に位置する郡である。2010年国勢調査での人口は41,259人であり、2000年の38,369人から7.5％増加した。郡庁所在地はプライアクリーク市（人口9,539人）であり、同郡で人口最大の都市でもある。1905年8月のセコイヤ会議で創設され、郡名は、1895年から1899年までチェロキー族の酋長だったサミュエル・ヒューストン・メイズに因んで名付けられた。

## 歴史
「オクラホマ歴史と文化の百科事典」に拠れば、現在メイズ郡となっている地域には多くの前史時代の遺跡がある。紀元前6000年以前に遡る人類の生活痕があり、35の古代（紀元前6000年-西暦元年）史跡、25のウッドランド時代（西暦元年-1000年）の遺跡、および31の平原集落時代（西暦1000年-1500年）の遺跡がある。
18世紀初期にはフランス人「ボエジャーズ」（山人）が辺りを徘徊し、多くの水路などの地形にフランス語の名前を付けた。ジャン・ピエール・シュートーが現在のサライナの町に交易基地を設立し、主に近隣に定住していたオーセージ族インディアンと交易した。1820年には現在のシュートーの町近くにユニオンミッション（伝道所）が設立された。1835年、サミュエル・ウースター牧師がこの地域としては最初の印刷機を据えた。
1828年、西部チェロキー族の族員がアーカンソー州にあった領土からこの地域に移って来始めた。1830年代、それに続いて東部チェロキー族がテネシー州、ジョージア州およびノースカロライナ州にあった領土からの移住を強いられた。1841年、現在のメイズ郡はチェロキー族のセイリーン地区の一部となった。
オクラホマのこの地域では南北戦争の間に幾らかの軍事行動があった。1862年7月、300名の北軍部隊がロカストグローブの近くで、同じくらいの勢力だった南軍部隊を急襲した。北軍が勝利し、南軍兵士の約3分の1を捕虜にしたが、残りは逃亡した。1863年7月、南軍のスタンド・ウェイト将軍がギブソン砦に向かっていた北軍の輜重隊を捕捉しようとした。ジェイムズ・ウィリアムズ大佐が指揮する北軍が防衛に成功し、ウェイトの部隊を追い返した。この戦闘は後に第一次キャビン・クリークの戦いと呼ばれた。1864年9月、ウェイト将軍とリチャード・ガノ将軍が同じ場所で北軍の輜重隊を捕捉した。これが第二次キャビン・クリークの戦いと呼ばれた。分遣隊を率いたジェイムズ・ウィリアムズ大佐がプライアー・クリークの近くで南軍を待ち伏せ荷車を取り返した。南軍は逃亡した。
南北戦争後、交通手段が改善され地域経済が成長した。東ショーニー・トレイルと初期の牛追い道がグランド川に沿って開かれた。後にはテキサス道路が開通した。1871年から1872年、ミズーリ・カンザス・アンド・テキサス鉄道がメイズ郡を南北に貫く路線を建設した。1913年、ミズーリ・オクラホマ・アンド・ガルフ鉄道（後のカンザス・オクラホマ・アンド・ガルフ鉄道）がストラングでケイティシステムと繋ぐ線を建設した。

## 地理
アメリカ合衆国国勢調査局に拠れば、郡域全面積は684平方マイル (1,770 km2)であり、このうち陸地は656平方マイル (1,699 km2)、水域は27平方マイル (70 km2)で水域率は4.00％である。
メイズ郡はグランド川で二分されている。東半分はオザーク高原にあり、平原の間に深い水流の渓谷がある。西半分はグレートプレーンズにある。
郡内は以下のような人口湖がある。
- フォートギブソン湖
- スパビノー湖
- グランド湖オブ・ザ・チェロキー
- ハドソン湖
- サライナ揚水貯蔵プロジェクト

スパビノー湖はタルサ市が所有し、市の主要水源になっている。他の3つの貯水池は主に洪水制御と水力発電のために連邦政府が建造した。これらはグランド川ダム公社が管理している。この公社は石炭焚き発電所も管理している。

## 経済
メイズ郡では農業が昔から主たる経済活動だった。重要な農作物として、トウモロコシ、大豆、ソルガム、干草がある。オザーク高原の岩がちの地域では牛の飼育と酪農が行われている。
1941年、プライアの近くに弾薬を製造する工場である政府所有のオクラホマ・オーディナンス・ワークスが設立され、重工業が始まった。この工場はデュポン社が操業していたが、第二次世界大戦後に閉鎖され、長年使われないままになっていた。1960年、元の弾薬工場はミッドアメリカ工業団地に転換され、製紙、セメント、農薬の工場が入っている。
グランド川ダム公社が主要な雇用主である。幾つかの水力発電所と2か所の石炭焚き発電所を運転している。

### 主要高規格道路
- 州間高速道路44号線
- アメリカ国道69号線
- アメリカ国道412号線
- オクラホマ州道20号線
- オクラホマ州道28号線
- オクラホマ州道82号線

### 隣接する郡
- クレイグ郡 - 北
- デラウェア郡 - 東
- チェロキー郡 - 南東
- ワゴナー郡 - 南
- ロジャーズ郡 - 西

## 人口動態
2010年の郡人口は41.259人だった。人種構成は以下の通りだった。
- 白人: 68.0%
- アフリカン・アメリカン: 0.4%
- ネイティブ・アメリカン: 21.4%
- アジア人: 0.4%
- その他の人種: 0.8%
- 混血: 9.0%
- ヒスパニック・ラテン系: 2.7%

以下は2000年の国勢調査による人口統計データである。
| 基礎データ - 人口: 38,369人 - 世帯数: 14,823 世帯 - 家族数: 10,820 家族 - 人口密度: 23人/km2（58人/mi2） - 住居数: 17,423軒 - 住居密度: 10軒/km2（27軒/mi2） 人種別人口構成 - 白人: 72.14% - アフリカン・アメリカン: 0.30% - ネイティブ・アメリカン: 19.10% - アジア人: 0.28% - 太平洋諸島系: 0.01% - その他の人種: 0.62% - 混血: 7.55% - ヒスパニック・ラテン系: 1.87% 言語による人口構成 - 英語: 94.8% - チェロキー語: 2.1% - スペイン語: 1.4% - ドイツ語: 1.2% 年齢別人口構成 - 18歳未満: 28.6% - 18-24歳: 8.6% - 25-44歳: 26.2% - 45-64歳: 23.8% - 65歳以上: 14.9% - 年齢の中央値: 37歳 - 性比（女性100人あたり男性の人口） - 総人口: 98.4 - 18歳以上: 95.4 | 世帯と家族（対世帯数） - 18歳未満の子供がいる: 32.6% - 結婚・同居している夫婦: 60.2% - 未婚・離婚・死別女性が世帯主: 9.0% - 非家族世帯: 27.0% - 単身世帯: 23.8% - 65歳以上の老人1人暮らし: 11.1% - 平均構成人数 - 世帯: 2.55人 - 家族: 3.02人 収入と家計 - 収入の中央値 - 世帯: 31,125米ドル - 家族: 37,542米ドル - 性別 - 男性: 31,668米ドル - 女性: 20,573米ドル - 人口1人あたり収入: 15,350米ドル - 貧困線以下 - 対人口: 14.3% - 対家族数: 11.2% - 18歳未満: 18.9% - 65歳以上: 10.9% |

## 都市と町
| - アデア - シュートー - ディズニー | - グランドレイクタウン - フットオウル - ラングレー - ロカストグローブ | - ペンサコーラ - プライアクリーク - 郡庁所在地 - サライナ - スパビノー | - スポーツマンエーカーズ - ストラング |

### その他の町
- ローズ

### 統計調査指定地域
| - バルー - シーダークレスト - アイアンポスト | - メイジー - マーフィー - ピンオークエーカーズ | - パンムバック - サムズコーナー - スネイククリーク | - スポーツマンエーカーズ・コミュニティ - ウィックリッフェ |